# Coelorinchus cookianus
Coelorinchus cookianus és una espècie de peix de la família dels macrúrids i de l'ordre dels gadiformes.

## Hàbitat
És un peix bentopelàgic i marí d'aigües temperades que viu entre 446-1175 m de fondària.

## Distribució geogràfica
És un endemisme de Nova Zelanda.